# 4955 Gold
A 4955 Gold (ideiglenes jelöléssel 1990 SF2) a Naprendszer kisbolygóövében található aszteroida. Henry Holt fedezte fel 1990. szeptember 17-én.